# B-22
L'autovia  B-22  és una via administrada pel Ministeri de Foment d'Espanya que dona accés en transport privat a les dues terminals de l'Aeroport del Prat, a la que s'accedeix des de la C-31, tant en direcció Barcelona com en direcció Castelldefels. Es va inaugurar en 2009 coincidint amb l'obertura de la Terminal 1.
Aquesta via es divideix en dos trams:
- Tram 1: enllaça l'autopista  C-32  (sortida 54) amb la Terminal 2 de l'aeroport (PK 0 a 2,3).
- Tram 2: enllaça l'autovia  C-31  (sortida 189) amb la Terminal 1 de l'aeroport (PK 4,5 a 6,8).